# ماي داي (فرقة تايوانية)
ماي داي (بالصينية: 五月天) هي فرقة تايوانية ظهرت لأول مرة في عام 1999 مع خمسة أعضاء وحش (القائد، الغيتار الرئيسي)، أشين (صوتي)، ستون (الغيتار الإيقاعي)، ماسا (الجهير) وكوان أنت (الطبول). كانت تُعرف سابقًا باسم سو باند وقد عُرفت باسم يوما ما في عام 1997 مع الاسم الذي نشأ من لقب ماسا على الإنترنت. فازت فرقة ماي داي بجائزة جولدن ميلودي لأفضل مجموعة موسيقية وهي جائزة مقدمة من وزارة الثقافة التايوانية في أعوام 2001 و2004 و2009 و2012.

## روابط خارجية
- ماي داي (فرقة تايوانية) على موقع IMDb (الإنجليزية)
- ماي داي (فرقة تايوانية) على موقع ميوزك برينز (الإنجليزية)
- ماي داي (فرقة تايوانية) على موقع ديسكوغز (الإنجليزية)
- ماي داي (فرقة تايوانية) على موقع قاعدة بيانات الفيلم (الإنجليزية)